# بي تراين
بي تراين (بالإنجليزية: Bee Train)‏ هو ستوديو أنمي ياباني. تأسس في 5 يونيو 1997. يقع مقره في موساشينو، طوكيو، أسسه مخرج الأنمي الياباني كويتشي موشيمو.

## أعمال
- المقيم الأبدي
- تسوباسا كرونيكل
- فانتوم: ريكوييم فور ذا فانتوم

## وصلات خارجية
- بي تراين على موقع IMDb (الإنجليزية)
- بي تراين على موقع ANN company (الإنجليزية)

- الموقع الإلكتروني